# Землетрус у Румунії (2014)
45°53′53″ пн. ш. 27°09′04″ сх. д. / 45.898° пн. ш. 27.151° сх. д.
Землетрус у Румунії та Молдові 22 листопада 2014 року
У румунському сейсмоактивному регіоні Вранча стався землетрус силою 5,6 бала за шкалою Ріхтера. Сейсмічна зона гірського масиву Вранча, яка включає в себе повіти Вранча і Бузеу, — одна з найактивніших у Європі. Район відомий землетрусами проміжної глибини (70–200 км), магнітуда яких може досягати 7,8. Підземні поштовхи відчувалися в Бухаресті, а також у столиці Молдови Кишиневі, та таких українських містах: Одесі, Дніпропетровську, Херсоні, Запоріжжі, Миколаєві та Чернівцях. Епіцентр у районі міста Фокшани.
Початком вважаються Гори Вранча поблизу Бухареста, землетрус відчувався на території Румунії, Бессарабії, Одеської та Чернівецької області.

## Землетрус в Україні 22.11.2014
Землетрус відчувався на території таких великих міст як Миколаїв, Одеса, Чернівці, Херсон, Дніпропетровськ, Запоріжжя. Особливо сильно поштовхи відчули мешканці південно-західних районів країни.

### Землетрус уЧернівцях
Землетрус у Чернівцях мав силу за шкалою Ріхтера в 3—4 бали. За межі міста землетрус не виходив, жителі міста не постраждали. Чернівецька молодь яскраво обговорювала це питання в соціальних мережах.

### Землетрус у Миколаєві
Поштовхи були середньої сили, відчувалися тільки хвилі резонансу, силою до трьох балів. Паніки не було. Особливо відчували силу землетрусу на верхніх поверхах висоток, де гойдалися люстри і меблі. Найсильніше, за словами миколаївців, поштовхи відчули жителі Намиву і ПТЗ.

### Землетрус в Одесі
Мешканці Одеси помітили, що люстри в оселях почали розхитуватися, а багато хто з власників квартир на верхніх поверхах висотних будинків обласного центру відчули підземні поштовхи.

### Час поштовхів
У Чернівцях землетрус відбувався близько 21:45, у Миколаєві о 21:01, в Одесі близько 21:18.